# Volvo V40 Classic
De Volvo V40 Classic is een auto die geproduceerd werd door Volvo van 1995 tot 2004.
De Volvo V40 Classic is een stationwagen, die zijn platform deelt met zijn sedanzusje de Volvo S40 en de Mitsubishi Carisma. Deze Volvo's waren de eerste Volvo's met de nieuwe modelbenaming, namelijk de 'S' voor de sedan, de 'V' (versatility=veelzijdigheid) voor de estate (en de 'C' voor de Coupé en 'XC' voor de Cross Country-modellen, maar deze zijn nooit toegepast op de 40-serie).
De S40/V40 Classic-serie is de opvolger van de Volvo 400-serie. De V40 Classic heeft als designkenmerk een zwart stukje tussen de achterklep die mensen moet laten denken dat het glas is (de achterklep van de Volvo 480 was helemaal van glas), maar in feite 'gewoon' plastic is. Net als de Volvo's 340/360, 440, 460 en 480 werden de S40 en de V40 Classic gebouwd in het Limburgse Born.
De S40/V40 Classic is een auto met een Amerikaanse uitstraling, mede bedoeld voor de Amerikaanse markt. De auto was zowel in Noord-Europa als in de Verenigde Staten een succes, wat voor een groot deel werd veroorzaakt door de robuuste uitstraling en de oranje zijmarkeringslichten die ervoor zorgden dat de S40 en de V40 Classic duidelijk zichtbaar zijn van de zijkant, wat bijdraagt aan de veiligheid.
Alleen al in Nederland worden er in de eerste vijf jaar al meer dan tienduizend exemplaren per jaar verkocht. In totaal zijn er van de S40/V40 Classic ruim 65.000 auto's in Nederland op kenteken gezet, over de hele wereld ongeveer 1.000.000. De Volvo V40 Classic was aan het eind van zijn loopbaan in 2004 leverbaar met zes benzinemotoren, een bi-fuel-motor en twee dieselmotoren. De benzinereeks varieerde in vermogen van 109 pk voor de 1.6 tot 200 pk voor de viercilinder turbomotor (T4).
De twee dieselvarianten varieerden van 90 pk tot 115 pk (1.9d).
In 2004 werd de succesvolle S40/V40 Classic-serie na een loopbaan van acht jaar met twee opfrisbeurten, in 1999 en in 2002, afgelost door de Volvo S40 New en de Volvo V50. Deze opvolgers zijn minstens zo succesvol en verkopen goed in Europa en Noord-Amerika.
Huidige modellen:
EC40 · 
EX30 · 
S60-V60 · 
S90-V90 · 
XC40 · 
XC60 · 
XC90 · 
EX90
Modellen geïntroduceerd na 1965:
100-serie · 
164 · 
200-serie · 
262C · 
66 ·
300-serie · 
400-serie ·
480 ·
700-serie · 
850 · 
900-serie · 
C30 · 
C70 · 
S40 · 
S70 · 
S80 · 
V40 ·
V40 Classic ·
V50 · 
V70-XC70
Modellen geïntroduceerd voor 1965:
ÖV4 · 
PV4 · 
PV650-serie ·
TR670-serie ·
PV36 ·
PV800-serie ·
PV50-serie · 
PV444 ·
PV60 ·
Duett ·
P1900 ·
Amazon · 
PV544 ·
P1800
Conceptauto's:
Philip ·
VESC ·
ECC ·
YCC ·
ReCharge ·
Concept You